# Rusy (Braniewo)
Rusy (deutsch Rossen) ist ein Dorf in der polnischen Woiwodschaft Ermland-Masuren und gehört zur Landgemeinde Braniewo (Braunsberg) im Powiat Braniewski (Kreis Braunsberg).

## Geographische Lage
Rusy liegt im äußersten Nordwesten der Woiwodschaft Ermland-Masuren, neun Kilometer südwestlich der früheren und auf russischem Staatsgebiet gelegenen Kreisstadt Heiligenbeil (russisch Mamonowo) bzw. sechs Kilometer nordwestlich der heutigen Kreismetropole Braniewo (deutsch Braunsberg).

## Geschichte
Das seinerzeit Russe genannte Dorf und Gut wurde im Jahre 1251 erstmals offiziell erwähnt und hieß nach 1254 Russen, nach 1288 Russin, vor 1437 Roßen und nach 1620 Rossen. Im Jahre 1874 wurde Rossen Amtsdorf und damit namensgebend für einen Amtsbezirk im ostpreußischen Kreis Heiligenbeil. Ihm zugehörig waren bis 1945 die Orte Alt Passarge (polnisch Stara Pasłęka) und Rossen. Zu Rossen gehörten die beiden Vorwerke Helenenhof (polnisch Skarbkowo) und Mücken (Miki). Das Dorf zählte im Jahre 1910 insgesamt 147 Einwohner,
Am 30. September 1928 schossen sich die Nachbarorte Gerlachsdorf (heute polnisch Zgoda) aus dem Amtsbezirk Karben (heute russisch Prigorkino) und Rossen zur neuen Landgemeinde Rossen im Amtsbezirk Rossen zusammen. Die Einwohnerzahl der auf diese Weise neu geformten Gemeinde belief sich 1933 auf 171 und 1939 auf 221.
Im Jahre 1945 wurde in Kriegsfolge das nördliche Ostpreußen an die Sowjetunion und das südliche Ostpreußen an Polen abgetreten. Rossen lag nur weniger als 1 Kilometer südlich der Staatsgrenze im polnischen Teil, der jetzigen Woiwodschaft Ermland-Masuren. Das Dorf erhielt die polnische Namensform „Rusy“ und ist heute in die Landgemeinde Braniewo (Braunsberg) im Powiat Braniewski (Kreis Braunsberg) eingegliedert.

## Religion
Vor 1945 waren die Einwohner Rossens fast ausnahmslos evangelischer Konfession. Das Dorf war in das Kirchspiel Grunau (polnisch Gronowo) im Kirchenkreis Heiligenbeil in der Kirchenprovinz Ostpreußen der Kirche der Altpreußischen Union eingepfarrt. Die heute mehrheitlich römisch-katholischen Einwohner gehören jetzt ebenfalls zu Gronowo, dessen Pfarrei nun dem Erzbistum Ermland zugeordnet ist.

## Verkehr
Rusy liegt westlich der polnischen Landstraße 54 (frühere deutsche Reichsstraße 1), die sowohl über Braniewo als auch über Gronowo erreichbar ist. In Gronowo befindet sich der Grenzübergang zur russischen Oblast Kaliningrad (Gebiet Königsberg (Preußen)). Außerdem besteht eine Straßenverbindung von Stara Pasłęka (Alt Passarge) nach Rusy.
Die nächste Bahnstation ist Braniewo. Bis 1945 lag die Stadt als deutsche Kreisstadt an der Bahnstrecke Berlin–Königsberg (Preußische Ostbahn), die heute als PKP-Linie 204 von Malbork (Marienburg) kommend an der Grenze endet.